# أبو ظبي مار
شركة أبو ظبي مار (ADM) ، شركة قابضة مقرها في أبو ظبي ، الإمارات العربية المتحدة ؛ هي مجموعة بناء سفن ذات حضور دولي ، وواحدة من شركات بناء السفن الرائدة في منطقة الخليج العربي .
تأسست المجموعة في عام 2007 ، ويعمل بها حوالي 2000 شخص. وهي متخصصة في بناء الفرقاطات واليخوت العملاقة وإصلاح السفن . يمكن للأرصفة التي تملكها المجموعة التعامل مع السفن التي يصل طولها الإجمالي إلى 200 متر.
تمتلك Privinvest أسهم الشركة القابضة (30٪). العضو المنتدب والرئيس التنفيذي هو اسكندر صفا . تجاوز دفتر الطلبيات على المجموعة المليار يورو.
تمثل الشركة سوقا محلية لليخوت الفاخرة تنافس العديد من الشركات العالمية في مجال الجودة والخدمات حيث توفرخدمات تصنيع اليخوت وخدمات انشائية وتصميمية وهندسية والدعم التقني والتأثيث و تقدم التدريب لموظفي اليخوت وخدمات المارينا وتكون ''أبوظبي مار''بذلك أول شركة تبني وتخدم وتورد وتدير اليخت نيابة عن مالكه·

## ''معرض أبوظبي لليخوت''
وهو أحد أهم فعاليات أبوظبي السنوية و يختص باليخوت والقوارب والرياضات البحرية ومعدات صيد الأسماك، ويستقطب مختلف الشركات الإماراتية والدولية الرائدة في مجال السياحة والترفيه البحري؛ وتقوم الشركات المشاركة بعرض القوارب البحرية بمختلف الأشكال والأنواع والأحجام

## روابط خارجية
- موقع أبو ظبي مار الرسمي
- أبوظبي مار لبناء السفن
- أبو ظبي مار البيانات الصحفية الهامة